# Coulterophytum holwayi
Coulterophytum holwayi là một loài thực vật có hoa trong họ Hoa tán. Loài này được Rose mô tả khoa học đầu tiên năm 1903.